# Датагруп
Datagroup — український оператор зв'язку, зокрема, у сегменті телекомунікацій для великого бізнесу. Послуги: побудова корпоративних мереж, інтернет-послуги та телебачення, доступ до банківських сервісів, послуги дата-центру, передача даних, телефонія, хмарні сервіси та послуги з кібербезпеки DataProtect.
Менеджмент інформаційної безпеки компанії підтверджено сертифікатом ISO 27001 : 2013. У компанії працювало[коли?] близько 1700 співробітників у більш ніж 40 офісах по всій Україні.[відсутнє в джерелі][недоступне посилання]

## Історія
- 2000 — заснування оператора передачі даних «Датаком».
- 2001 — заснування оператора супутникового зв'язку «Датасат».
- 2003 — компанії  «Датасат» і «Датаком» об'єдналися в «Датагруп»[джерело?].
- 2004 — компанія розширила покриття у семи нових містах[джерело?][значущість факту?].
- 2005 — компанія інвестувала в побудову опорної DWDM-мережі по всій території України і запровадила перший власний перехід до Європи.
- 2006 — «Датагруп» став єдиним оператором у СНД, який об'єднав усі види транспортних технологій передачі даних[джерело?].
- 2007 — компанія увійшла до четвірки найбільших операторів фіксованого зв'язку в Україні та стала лідером ринку передачі даних із часткою ринку 34 %[джерело?].
- 2010 року було залучено інвестора — фонд Horizon Capital. Того ж року компанія почала надавати послуги для роздрібних клієнтів під ТМ «Домашній Телеком».
- 2012 — введено в експлуатацію найбільшу в СНД і Східній Європі мережу супутникового зв'язку[джерело?]
- 2015 — дата-центр компанії посів 3 місце серед найбільших дата-центрів України[джерело?]
- 2016 — генеральним директором «Датагруп» призначено Михайла Шелембу
- 2016 — Horizon Capital збільшив свою частку в акціонерному капіталі «Датагруп» до 70 %
- 2018 — компанія отримала сертифікат ISO/IEC 27001[джерело?]
- 2019 — «Датагруп» отримала ліцензію Держспецзв'язку та атестат відповідності КСЗІ ІТС

У грудні 2020 року Datagroup домовилася про придбання 100 % акцій групи Volia Операція очікувала погодження АМКУ, який розпочав розгляд питання щодо поглинання Datagroup компанії Volia (шляхом придбання трьох офшорних компаній — кінцевих власників Volia) у січні 2021 року.

## Діяльність
Компанія надає широкий спектр послуг: побудова корпоративних мереж, інтернет-доступ, доступ до банківських сервісів, послуги дата-центру, передача даних, послуги телефонії, захист від DDoS-атак, хмарні сервіси та послуги з кібербезпеки DataProtect. Розробляє та втілює передові телекомунікаційні рішення для великого бізнесу. Наприкінці 2020 року клієнтами компанії були 93 % банків України, а також представники торгових мереж, промисловості, державного, енергетичного секторів та інших сегментів.
«Датагруп» надавав домашнім користувачам доступ до інтернету за різними технологіями, віддаючи пріоритет Ethernet, xPON та супутниковій технології. Також доступними для фізичних осіб були послуги телефонії (традиційної та IP) і телебачення (кабельного та OTT). Покриття мережі високошвидкісного інтернету сягало[коли?] понад 90 населених пунктів України[джерело?].
Для операторів зв'язку та провайдерів «Датагруп» пропонував швидкісний доступ до глобальної мережі Інтернет, розподілену оптоволоконну мережу по Україні, Європі, СНД, Азії та висококваліфіковану технічну підтримку 24/7.

## Соціальна відповідальність

### DataHeart
У 2019 році компанія створила спортивно-благодійний проєкт «Спорт заради життя», було перераховано 1 млн гривень на операції для восьми дітей із вадами серця. Проєкт здобув перемогу в 2019 році як найкращий соціальний проєкт року від Telecom Awards, а також увійшов в топ-10 найкращих корпоративно-соціальних проєтів України за версією журналу «Бізнес».

### Razom
2020 року створила онлайн-майданчик RAZOM, щоб з'єднати малий та середній бізнес зі споживачами в українських містах. У 2020 році «Датагруп» посіла перше місце з проєктом RAZOM на всеукраїнській премії Telecom Awards у номінації «Найкращий соціальний проєкт року».

### Електронна медицина та Безпечне місто
Електронна медицина — забезпечення за допомоги супутникових технологій зв'язком та інтернетом лікарні у віддалених локаціях.
Безпечне місто — інформаційний простір системи безпеки для українських громад, реалізований як комплекс інноваційних рішень, що забезпечує відеофіксацію транспортного і пішохідного трафіку та дозволяє здійснювати моніторинг і керування діяльністю комунальних служб, поліції та ДСНС у населених пунктах. У межах проєкту «Датагруп» пропонує співпрацю з представниками місцевого самоврядування для реалізації низки рішень, що допоможуть забезпечити спокій та комфорт для українських громад.

## Відзнаки
- «Компанія року в галузі фіксованого зв'язку», Telecom Awards 2018 та 2019[17]
- «Лідер року» за високі бізнес-показники, «Національний бізнес-рейтинг», 2018
- «Датагруп» увійшла до рейтингу інноваційних лідерів галузі IT і телеком, журнал «Топ-100. Рейтинги найбільших», 2019[18]
- «Датагруп» увійшла до топ-20 найбільш інноваційних компаній України, журнал «Власть денег», 2019[19]
- «Датагруп» увійшла до топ-25 лідерів діджиталізації України, журнал «Власть денег», 2020[20]
- «Датагруп» — компанія-роботодавець року", журнал «Бізнес», 2019[21]
- «Датагруп» увійшла до топ-3 операторів фіксованого зв'язку за якістю управління корпоративною репутацією, "Національний рейтинг «Репутаційні активісти», 2018 та 2019

## Спонсорство
- Спонсор Кубка України з футболу.[22]
- Спонсор телетрансляції ХХІІІ зимових Олімпійських ігор та Паралімпійських ігор, які проходили у Пхьончхані (Корея) 2018 року.[23]
- Спонсор велоперегонів «Київська сотка» 2018 та 2019 років.[24]
- Партнер ралі «Фортеця-2019» у Кам'янець-Подільському.[25][26]
- Партнер фестивалю екодрайва та музики Piviha-Fest 2018.[27][28]
- Партнер серії спортивних подій Kyivman 410 і Kyivman 70.3.[29]